# むらくも型巡視艇 (2代)
むらくも型巡視艇（むらくもがたじゅんしてい、英語: Murakumo-class patrol craft）は、海上保安庁の巡視艇の船級。分類上はPC型、公称船型は30メートル型。
1978年より就役を開始し、海上保安庁の高速巡視艇史に名を残したが、2020年1月10日に「あさぎり」が退役して、運用を終了した。

## 来歴
1972年、海上保安庁は戦後の制約下で建造した巡視船艇の更新などを検討するため、識者を集めて「巡視船艇等技術懇談会」を開催した。このとき、巡視艇の高速化が話題の一つに挙がり、以後数度に渡って検討が試みられたものの、要求を満足する適切な主機がないために棚上げ状態となっていた。
一方、新海洋秩序の確立を目指して1973年に開幕した第三次国連海洋法会議を通じて、沿岸から200カイリ以内に所在する資源の管轄権を認める排他的経済水域の概念が提唱された。1974年の同会議第2会期において排他的経済水域概念は会議参加国間でほぼコンセンサス形成に成功し、海洋法条約第5部（第55条～第75条）に排他的経済水域制度に関する規定が設けられるにいたった。日本では元々、海洋資源活用の観点から、領海は3海里とするよう主張してきたが、この趨勢を受けて姿勢を転換し、1977年に領海法および漁業水域に関する暫定措置法を施行、領海が沿岸から12海里に拡張されるとともに、200海里の漁業水域が設定された。
これによって、海上保安庁の警備すべき面積は、領海だけでも4倍、漁業水域も含めると50倍に拡大した。また1978年4月には中国漁船による尖閣諸島領海侵犯事件、また竹島周辺海域でも韓国側により日本漁船に対して退去勧告がなされるなどの事件が重なり、対応体制の確立が急務とされた。このことから、領海警備にあたる高速巡視艇として整備されたのが本型である。

## 設計
上記の経緯より、本型は、従来の23メートル型PCよりも大型で凌波性に優れ、更に高速力も備えた巡視艇として開発された。堪航性確保のため吃水線長は28.5メートルを確保、また凌波性の向上を図るため、船首部乾舷は吃水線長の10パーセント程度を確保するとともに、船首も前方に延長したことで、全長は31メートルとなった。また風圧側面積低減のため、甲板室のローシルエット化に務めた。なお北方に配備された艇では、流氷対策として水線付近が強化されている。
高速力発揮のため、船型はV型とし、また船体を含めて全アルミニウム合金製として軽量化を図った。上記のように主機が課題であったが、結局、池貝鉄工がV型16気筒のMTU 16V652ディーゼルエンジンをライセンス生産することになり、解決された。これにより速力は30ノットを超えたが、外洋域でこの高速力を発揮する際の動揺・衝撃は極めて大きく、乗員の疲労軽減が課題となった。主機の合計出力は、当初は4,400馬力であったものが、昭和53年度以降の艇では4,800馬力に強化されているが、公称速力に変化はない。電源としては、交流発電機（20 kVA）2基を搭載した。なお乗員の疲労軽減および作業の効率化のため、機関の制御・管理は操舵室で行う方式とされた。
領海警備業務が想定されたことから、船首甲板に機側操作の13mm単装機銃（ブローニングM2重機関銃）を装備するとともに、船橋窓に装甲板をかぶせるように出来るよう考慮された。また当時中型巡視船（PM）で用いられていた、強力な探照灯も搭載された。
本型の運用実績は極めて良好であり、これを踏まえて拡大すれば、外洋での運用に充分たえうる高速巡視船も設計しうる見込みがついた。このことから、1985年に発生した日向灘不審船事件も踏まえて、昭和62年度計画より180トン型PSが整備されていくことになった。また1999年の能登半島沖不審船事件では「はまゆき」が不審船を追跡・捕捉し、12.7mm機銃による威嚇射撃を実施したものの、燃料不足のために途中で追尾を断念せざるを得なかった。この反省から、外洋で高速を維持できる小型巡視船として高速特殊警備船が整備された。

## 同型艇
※巡視艇の船名は、随時、改名されることがある。
| 計画年度      | #      | 船名                         | 竣工          | 所属                                                        | 退役           |
| ------------- | ------ | ---------------------------- | ------------- | ----------------------------------------------------------- | -------------- |
| 昭和52年      | PC-201 | むらくも                     | 1978年3月24日 | 対馬（第七管区）                                            | 2002年8月3日   |
| 昭和52年      | PC-202 | きたぐも                     | 1978年3月16日 | 根室（第一管区）                                            | 2011年2月21日  |
| 昭和52年 補正 | PC-203 | ゆきぐも                     | 1978年9月27日 | 羅臼（第一管区） →函館（第一管区）                          | 2011年2月21日  |
| 昭和52年 補正 | PC-204 | あさぐも                     | 1978年9月30日 | 対馬（第七管区）                                            | 2005年2月12日  |
| 昭和53年      | PC-205 | はやぐも                     | 1979年1月30日 | 比田勝（第七管区）                                          | 2006年3月12日  |
| 昭和53年      | PC-206 | あきぐも                     | 1979年2月28日 | 比田勝（第七管区）                                          | 2008年2月21日  |
| 昭和53年      | PC-207 | やえぐも                     | 1979年3月16日 | 対馬（第七管区）                                            | 2008年2月15日  |
| 昭和53年      | PC-208 | なつぐも                     | 1979年3月22日 | 対馬（第七管区）                                            | 2008年2月15日  |
| 昭和53年 補正 | PC-209 | やまぎり                     | 1979年6月29日 | 下田（第三管区） → 金沢（第一管区）                         | 2003年3月2日   |
| 昭和53年 補正 | PC-210 | かわぎり                     | 1979年7月27日 | 羅臼（第一管区）                                            | 2012年2月21日  |
| 昭和53年 補正 | PC-211 | てるづき → びざん → とさぎり | 1979年6月26日 | 石垣（第十一管区） → 小松島（第五管区） → 高知（第五管区）  | 2012年2月17日  |
| 昭和53年 補正 | PC-212 | なつづき                     | 1979年7月26日 | 石垣（第十一管区）                                          | 2009年2月20日  |
| 昭和54年      | PC-213 | みやづき                     | 1980年3月13日 | 平良（第十一管区） → 福岡（第七管区）                       | 2006年3月12日  |
| 昭和55年      | PC-214 | にじぐも                     | 1981年1月29日 | 壱岐（第七管区）                                            | 2009年3月9日   |
| 昭和55年      | PC-215 | たつぐも                     | 1981年3月19日 | 対馬（第七管区）                                            | 2009年2月20日  |
| 昭和55年      | PC-216 | はまゆき → いせゆき          | 1981年2月27日 | 七尾（第九管区） → 中部国際空港海上保安航空基地（第四管区） | 2018年10月1日  |
| 昭和55年      | PC-217 | いそなみ                     | 1981年3月19日 | 奄美（第十管区）                                            | 2014年1月29日  |
| 昭和55年      | PC-218 | なごづき                     | 1981年1月29日 | 名護（第十一管区）                                          | 2014年1月29日  |
| 昭和55年      | PC-219 | やえづき                     | 1981年3月19日 | 宮古島（第十一管区）                                        | 2014年2月10日  |
| 昭和56年      | PC-220 | やまゆき → はまゆき          | 1982年2月16日 | 比田勝（第七管区） → 七尾（第九管区）                       | 2019年1月22日  |
| 昭和56年      | PC-221 | こまゆき                     | 1982年2月10日 | 香住（第八管区）                                            | 2011年2月24日  |
| 昭和57年      | PC-222 | うみぎり                     | 1983年2月17日 | 宮城（第二管区）                                            | 2019年11月11日 |
| 昭和57年      | PC-223 | あさぎり                     | 1983年2月23日 | 福井（第八管区）                                            | 2020年1月10日  |

## 登場作品
『石油争覇（オイル・ストーム）』
「なつぐも」が登場。対馬海峡沖にて密漁船の取締りを行っていたが、第5巻で自衛隊に協力することとなり、架空の海上自衛隊特殊部隊「JAMSSS」を乗せて北朝鮮の近海まで向かい、北朝鮮に潜入している架空の陸上自衛隊特殊部隊「サイレント・コア」の撤収支援にあたっている、はやぶさ型ミサイル艇「はやぶさ」を支援する。